# Rallye Šumava 2010
Rallye Šumava 2010 (Oficiálně 45. Mogul Šumava Rallye Klatovy) byla druhou soutěží mistrovství České republiky v rallye 2010. Soutěž se jela ve dnech 16. až 17. dubna a bylo na ní přihlášeno 49 posádek. Vítězem se stal Pavel Valoušek se Zdeňkem Hrůzou na voze Škoda Fabia S2000.

## Průběh soutěže
Ještě před prvním testem Antonín Tlusťák. V první zkoušce vyřadily poruchy Jana Černého a Martina Lošťáka. Václav Pech mladší a Roman Kresta navíc obdrželi penalizaci za kontakt s retardérem. Vedení se tak ujal Valoušek před Jaromírem Tarabusem a Krestou. V dalších testech bojoval Kresta s Valouškem o prvenství a postoupil na druhé místo. Třetí byl Tarabus a čtvrtý Pech. Za nimi se seřadili Jaroslav Orsák a Vojtěch Štajf. Ze soutěže odstoupil Jan Šlehofer, Daniel Landa a Lukáš Pondělíček. Od pátého testu se soutěž jela za tmy. Dva testy vyhrál Kresta a třetí byl Pech, který se na stejné místo posunul i průběžně. Pátý byl Orsák, šestý Josef Peták a sedmý Štajf. Poslední test vyhrál Valoušek a upevnil vedení. Na třetí pozici se vrátil Tarabus. Za nimi bylo pořadí Orsák, Štajf, Peták, Václav Arazim, Dan Běhálek a Emil Triner.
Ve druhé etapě pokračoval souboj o první místo mezi Valouškem a Krestou. Tarabus měl problémy s motorem a dostal penalizaci 50 sekund. Pech měl poruchu předního diferenciálu. Za nimi se ustálilo pořadí Orsák, Štajf a Běhálek. Ten měl ale poruchu spojky a ze soutěže odstoupil. Kresta vyhrál několik zkoušek, ale Valoušek vždy v následujícím testu svůj náskok zvýšil. Vedení tak uhájil a Kresta skončil druhý. Pech zajel několik třetích časů, ale přesto skončil čtvrtý za Tarabusem. Pech vyhrál třídu N4. Za ním bylo pořadí Štajf, Orsák, Peták, Triner, Arazim a Miroslav Jakeš.

## Výsledky
1. Pavel Valoušek, Zdeněk Hrůza - Škoda Fabia S2000 - 1:36:31,8
2. Roman Kresta, Petr Gross - Peugeot 207 S2000 - +6,0
3. Jaromír Tarabus, Daniel Trunkát - Ford Fiesta S2000 - +2:25,3
4. Václav Pech, Petr Uhel - Mitsubishi Lancer Evo 9 - +2:36,4
5. Vojtěch Štajf, Marcela Dolečková - Subaru Impreza Sti - +4:07,4
6. Jaroslav Orsák, Karel Vajík - Mitsubishi Lancer Evo 9 - +4:34,1
7. Josef Peták, Alena Benešová - Peugeot 207 S2000 - +5:01,8
8. Emil Triner, Kateřina Achsová - Subaru Impreza Sti - +5:05,7
9. Václav Arazim, Julius Gál - Mitsubishi Lancer Evo 9 - +5:30,5
10. Miroslav Jakeš, Tomáš Jakeš - Mitsubishi Lancer Evo 9 - +6:00,6